# Хосе де Грімальдо
Хосе де Грімальдо-і-Гутьєррес де Солорсано, 1-й маркіз Грімальдо (ісп. José de Grimaldo y Gutiérrez de Solórzano Marqués de Grimaldo; 1660-1733) — іспанський державний і політичний діяч, тричі обіймав посаду секретаря Універсального бюро (фактично глави уряду) за часів правління короля Філіпа V.

## Життєпис
Народився в заможній родині, члени якої мали досвід адміністративної роботи в іспанських колоніях.
1695 року Грімальдо отримав пости міністра війни та фінансів, які обіймав упродовж Війни за іспанську спадщину. 1714 року вперше очолив іспанський уряд. У той бурхливий період Іспанія зазнала значних територіальних втрат (наприклад, перехід Менорки й Гібралтару до Великої Британії). Грімальдо зумів відродити іспанські армію та флот.
Коли Філіп V зрікся престолу 1724 року, разом з ним у відставку вийшов і Грімальдо. Коли на початку вересня того ж року король повернувся, Грімальдо знову очолив Універсальне бюро. 1726 року він був змушений вийти у відставку через погіршення стану здоров'я. 1733 року Грімальдо отримав титул маркіза й помер того ж року.